# Zygonyx iris
Zygonyx iris is een libellensoort uit de familie van de korenbouten (Libellulidae), onderorde echte libellen (Anisoptera).
De soort staat op de Rode Lijst van de IUCN als niet bedreigd, beoordelingsjaar 2010.
De wetenschappelijke naam Zygonyx iris is voor het eerst geldig gepubliceerd in 1869 door Selys.